# Vòng đấu loại trực tiếp UEFA Champions League 2021–22
Vòng đấu loại trực tiếp UEFA Champions League 2021–22 bắt đầu vào ngày 15 tháng 2 với vòng 16 đội và kết thúc vào ngày 28 tháng 5 năm 2022 với trận chung kết tại Stade de France ở Saint-Denis, Pháp, để xác định đội vô địch của UEFA Champions League 2021–22. Có tổng cộng 16 đội thi đấu ở vòng đấu loại trực tiếp.
Thời gian là CET/CEST, do UEFA liệt kê (giờ địa phương, nếu khác nhau thì nằm trong ngoặc đơn).

## Các đội lọt vào
Vòng đấu loại trực tiếp bao gồm 16 đội lọt vào với tư cách là đội nhất và nhì của mỗi bảng trong số tám bảng ở vòng bảng.

| Bảng | Đội nhất (được xếp vào nhóm hạt giống ở lễ bốc thăm vòng 16 đội) | Đội nhì (được xếp vào nhóm không hạt giống ở lễ bốc thăm vòng 16 đội) |
| ---- | ---------------------------------------------------------------- | --------------------------------------------------------------------- |
| A    | Manchester City                                                  | Paris Saint-Germain                                                   |
| B    | Liverpool                                                        | Atlético Madrid                                                       |
| C    | Ajax                                                             | Sporting CP                                                           |
| D    | Real Madrid                                                      | Inter Milan                                                           |
| E    | Bayern Munich                                                    | Benfica                                                               |
| F    | Manchester United                                                | Villarreal                                                            |
| G    | Lille                                                            | Red Bull Salzburg                                                     |
| H    | Juventus                                                         | Chelsea                                                               |

## Thể thức
Mỗi cặp đấu ở vòng đấu loại trực tiếp, ngoại trừ trận chung kết, được diễn ra theo thể thức hai lượt, với mỗi đội thi đấu một lượt tại sân nhà. Đội nào ghi được tổng số bàn thắng nhiều hơn qua hai lượt trận đi tiếp vào vòng tiếp theo. Nếu tổng tỉ số bằng nhau, thì 30 phút của hiệp phụ được diễn ra (luật bàn thắng sân khách không được áp dụng). Nếu tỉ số vẫn bằng nhau tại thời điểm cuối hiệp phụ, đội thắng được quyết định bằng loạt sút luân lưu. Ở trận chung kết, nơi diễn ra một trận duy nhất, nếu tỉ số hòa sau thời gian thi đấu chính thức, hiệp phụ được diễn ra, sau đó là loạt sút luân lưu nếu tỉ số vẫn hòa.

Cơ chế của lễ bốc thăm cho mỗi vòng như sau:
- Ở lễ bốc thăm cho vòng 16 đội, tám đội nhất bảng được xếp vào nhóm hạt giống, và tám đội nhì bảng được xếp vào nhóm không hạt giống. Các đội hạt giống được bốc thăm để đấu với các đội không hạt giống, với các đội hạt giống tổ chức trận lượt về. Các đội từ cùng bảng hoặc cùng hiệp hội không thể được bốc thăm để đấu với nhau.
- Ở lễ bốc thăm cho vòng tứ kết và bán kết, không có đội hạt giống nào, và các đội từ cùng bảng hoặc cùng hiệp hội có thể được bốc thăm để đấu với nhau. Do lễ bốc thăm cho vòng tứ kết và bán kết được tổ chức cùng nhau trước khi vòng tứ kết được diễn ra, danh tính của các đội thắng tứ kết không được biết tại thời điểm bốc thăm bán kết. Một lượt bốc thăm cũng được tổ chức để xác định đội thắng bán kết nào được chỉ định là đội "nhà" cho trận chung kết (vì mục đích hành chính do trận đấu được diễn ra tại một địa điểm trung lập).

Đối với vòng tứ kết và bán kết, các đội từ cùng thành phố không được xếp lịch để thi đấu tại sân nhà vào cùng ngày hoặc vào các ngày liên tiếp, do công tác hậu cần và kiểm soát đám đông. Để tránh xung đột lịch thi đấu như vậy, nếu hai đội được bốc thăm để thi đấu tại sân nhà trong cùng một lượt trận, thứ tự các lượt trận của cặp đấu liên quan đến đội có thứ hạng trong nước thấp hơn ở mùa giải vòng loại được đảo ngược so với lần bốc thăm ban đầu.

## Lịch thi đấu
Lịch thi đấu như sau (tất cả các lễ bốc thăm được tổ chức tại trụ sở UEFA ở Nyon, Thụy Sĩ).
| Vòng        | Ngày bốc thăm                   | Lượt đi                                              | Lượt về                                              |
| ----------- | ------------------------------- | ---------------------------------------------------- | ---------------------------------------------------- |
| Vòng 16 đội | 13 tháng 12 năm 2021, lúc 12:00 | 15–16 & 22–23 tháng 2 năm 2022                       | 8–9 & 15–16 tháng 3 năm 2022                         |
| Tứ kết      | 18 tháng 3 năm 2022, lúc 12:00  | 5–6 tháng 4 năm 2022                                 | 12–13 tháng 4 năm 2022                               |
| Bán kết     | 18 tháng 3 năm 2022, lúc 12:00  | 26–27 tháng 4 năm 2022                               | 3–4 tháng 5 năm 2022                                 |
| Chung kết   | 18 tháng 3 năm 2022, lúc 12:00  | 28 tháng 5 năm 2022 tại Stade de France, Saint-Denis | 28 tháng 5 năm 2022 tại Stade de France, Saint-Denis |

## Nhánh đấu
|  | Vòng 16 đội         | Vòng 16 đội          | Vòng 16 đội | Vòng 16 đội |                          |           | Tứ kết    | Tứ kết | Tứ kết | Tứ kết |  |  | Bán kết | Bán kết | Bán kết | Bán kết |  |  | Chung kết | Chung kết | Chung kết | Chung kết |
|  |                     |                      |             |             |                          |           |           |        |        |        |  |  |         |         |         |         |  |  |           |           |           |           |
|  |                     |                      |             |             |                          |           |           |        |        |        |  |  |         |         |         |         |  |  |           |           |           |           |
|  |                     |                      |             |             |                          |           |           |        |        |        |  |  |         |         |         |         |  |  |           |           |           |           |
|  | Benfica             | 2                    | 1           | 3           |                          |           |           |        |        |        |  |  |         |         |         |         |  |  |           |           |           |           |
|  | Benfica             | 2                    | 1           | 3           |                          |           |           |        |        |        |  |  |         |         |         |         |  |  |           |           |           |           |
|  | Ajax                | 2                    | 0           | 2           |                          |           |           |        |        |        |  |  |         |         |         |         |  |  |           |           |           |           |
|  | Ajax                | 2                    | 0           | 2           | Benfica                  | 1         | 3         | 4      |        |        |  |  |         |         |         |         |  |  |           |           |           |           |
|  |                     |                      |             |             | Benfica                  | 1         | 3         | 4      |        |        |  |  |         |         |         |         |  |  |           |           |           |           |
|  |                     | Liverpool            | 3           | 3           | 6                        |           |           |        |        |        |  |  |         |         |         |         |  |  |           |           |           |           |
|  | Inter Milan         | Liverpool            | 3           | 3           | 6                        | 0         | 1         | 1      |        |        |  |  |         |         |         |         |  |  |           |           |           |           |
|  | Inter Milan         |                      |             |             |                          | 0         | 1         | 1      |        |        |  |  |         |         |         |         |  |  |           |           |           |           |
|  | Liverpool           | 2                    | 0           | 2           |                          |           |           |        |        |        |  |  |         |         |         |         |  |  |           |           |           |           |
|  | Liverpool           | 2                    | 0           | 2           | Liverpool                | 2         | 3         | 5      |        |        |  |  |         |         |         |         |  |  |           |           |           |           |
|  |                     |                      |             |             | Liverpool                | 2         | 3         | 5      |        |        |  |  |         |         |         |         |  |  |           |           |           |           |
|  |                     | Villarreal           | 0           | 2           | 2                        |           |           |        |        |        |  |  |         |         |         |         |  |  |           |           |           |           |
|  | Villarreal          | Villarreal           | 0           | 2           | 2                        | 1         | 3         | 4      |        |        |  |  |         |         |         |         |  |  |           |           |           |           |
|  | Villarreal          |                      |             |             |                          | 1         | 3         | 4      |        |        |  |  |         |         |         |         |  |  |           |           |           |           |
|  | Juventus            | 1                    | 0           | 1           |                          |           |           |        |        |        |  |  |         |         |         |         |  |  |           |           |           |           |
|  | Juventus            | 1                    | 0           | 1           | Villarreal               | 1         | 1         | 2      |        |        |  |  |         |         |         |         |  |  |           |           |           |           |
|  |                     |                      |             |             | Villarreal               | 1         | 1         | 2      |        |        |  |  |         |         |         |         |  |  |           |           |           |           |
|  |                     | Bayern Munich        | 0           | 1           | 1                        |           |           |        |        |        |  |  |         |         |         |         |  |  |           |           |           |           |
|  | Red Bull Salzburg   | Bayern Munich        | 0           | 1           | 1                        | 1         | 1         | 2      |        |        |  |  |         |         |         |         |  |  |           |           |           |           |
|  | Red Bull Salzburg   |                      |             |             | 28 tháng 5 – Saint-Denis | 1         | 1         | 2      |        |        |  |  |         |         |         |         |  |  |           |           |           |           |
|  | Bayern Munich       | 1                    | 7           | 8           |                          |           |           |        |        |        |  |  |         |         |         |         |  |  |           |           |           |           |
|  | Bayern Munich       | 1                    | 7           | 8           | Liverpool                | Liverpool | Liverpool | 0      |        |        |  |  |         |         |         |         |  |  |           |           |           |           |
|  |                     |                      |             |             | Liverpool                | Liverpool | Liverpool | 0      |        |        |  |  |         |         |         |         |  |  |           |           |           |           |
|  |                     | Real Madrid          | Real Madrid | Real Madrid | 1                        |           |           |        |        |        |  |  |         |         |         |         |  |  |           |           |           |           |
|  | Sporting CP         | Real Madrid          | Real Madrid | Real Madrid | 1                        | 0         | 0         | 0      |        |        |  |  |         |         |         |         |  |  |           |           |           |           |
|  | Sporting CP         |                      |             |             |                          | 0         | 0         | 0      |        |        |  |  |         |         |         |         |  |  |           |           |           |           |
|  | Manchester City     | 5                    | 0           | 5           |                          |           |           |        |        |        |  |  |         |         |         |         |  |  |           |           |           |           |
|  | Manchester City     | 5                    | 0           | 5           | Manchester City          | 1         | 0         | 1      |        |        |  |  |         |         |         |         |  |  |           |           |           |           |
|  |                     |                      |             |             | Manchester City          | 1         | 0         | 1      |        |        |  |  |         |         |         |         |  |  |           |           |           |           |
|  |                     | Atlético Madrid      | 0           | 0           | 0                        |           |           |        |        |        |  |  |         |         |         |         |  |  |           |           |           |           |
|  | Atlético Madrid     | Atlético Madrid      | 0           | 0           | 0                        | 1         | 1         | 2      |        |        |  |  |         |         |         |         |  |  |           |           |           |           |
|  | Atlético Madrid     |                      |             |             |                          | 1         | 1         | 2      |        |        |  |  |         |         |         |         |  |  |           |           |           |           |
|  | Manchester United   | 1                    | 0           | 1           |                          |           |           |        |        |        |  |  |         |         |         |         |  |  |           |           |           |           |
|  | Manchester United   | 1                    | 0           | 1           | Manchester City          | 4         | 1         | 5      |        |        |  |  |         |         |         |         |  |  |           |           |           |           |
|  |                     |                      |             |             | Manchester City          | 4         | 1         | 5      |        |        |  |  |         |         |         |         |  |  |           |           |           |           |
|  |                     | Real Madrid (s.h.p.) | 3           | 3           | 6                        |           |           |        |        |        |  |  |         |         |         |         |  |  |           |           |           |           |
|  | Chelsea             | Real Madrid (s.h.p.) | 3           | 3           | 6                        | 2         | 2         | 4      |        |        |  |  |         |         |         |         |  |  |           |           |           |           |
|  | Chelsea             |                      |             |             |                          | 2         | 2         | 4      |        |        |  |  |         |         |         |         |  |  |           |           |           |           |
|  | Lille               | 0                    | 1           | 1           |                          |           |           |        |        |        |  |  |         |         |         |         |  |  |           |           |           |           |
|  | Lille               | 0                    | 1           | 1           | Chelsea                  | 1         | 3         | 4      |        |        |  |  |         |         |         |         |  |  |           |           |           |           |
|  |                     |                      |             |             | Chelsea                  | 1         | 3         | 4      |        |        |  |  |         |         |         |         |  |  |           |           |           |           |
|  |                     | Real Madrid (s.h.p.) | 3           | 2           | 5                        |           |           |        |        |        |  |  |         |         |         |         |  |  |           |           |           |           |
|  | Paris Saint-Germain | Real Madrid (s.h.p.) | 3           | 2           | 5                        | 1         | 1         | 2      |        |        |  |  |         |         |         |         |  |  |           |           |           |           |
|  | Paris Saint-Germain |                      |             |             |                          | 1         | 1         | 2      |        |        |  |  |         |         |         |         |  |  |           |           |           |           |
|  | Real Madrid         | 0                    | 3           | 3           |                          |           |           |        |        |        |  |  |         |         |         |         |  |  |           |           |           |           |
|  | Real Madrid         | 0                    | 3           | 3           |                          |           |           |        |        |        |  |  |         |         |         |         |  |  |           |           |           |           |

## Vòng 16 đội
Lễ bốc thăm cho vòng 16 đội được tổ chức vào ngày 13 tháng 12 năm 2021, ban đầu vào lúc 12:00 CET. Lễ bốc thăm có nhiều điểm bất thường: Manchester United đã bị nhầm lẫn thêm vào trong lượt bốc thăm cho đối thủ của Villarreal (cả hai đội nằm ở bảng F), và sau đó đã được chọn; một quả bóng khác được bốc ra, thay vào đó là Manchester City. Ở trường hợp sau đó, Liverpool đã bị nhầm lẫn thêm vào trong lượt bốc thăm cho đối thủ của Atlético Madrid (cả hai đội nằm ở bảng B), trong khi Manchester United không được bỏ vào. Sau đó, UEFA thông báo kết quả bốc thăm ban đầu đã bị hủy do "sự cố kỹ thuật" với máy tính bốc thăm và được thực hiện lại hoàn toàn vào lúc 15:00 CET.
Cac cặp đấu vòng 16 đội ban đầu được bốc thăm (và sau đó bị hủy) như sau:
- Benfica – Real Madrid
- Villarreal – Manchester City
- Atlético Madrid – Bayern Munich
- Red Bull Salzburg – Liverpool
- Inter Milan – Ajax
- Sporting CP – Juventus
- Chelsea – Lille
- Paris Saint-Germain – Manchester United

### Tóm tắt
Các trận lượt đi được diễn ra vào ngày 15, 16, 22 và 23 tháng 2, và các trận lượt về được diễn ra vào ngày 8, 9, 15 và 16 tháng 3 năm 2022.
| Đội 1               | TTS | Đội 2             | Lượt đi | Lượt về |
| ------------------- | --- | ----------------- | ------- | ------- |
| Red Bull Salzburg   | 2–8 | Bayern Munich     | 1–1     | 1–7     |
| Sporting CP         | 0–5 | Manchester City   | 0–5     | 0–0     |
| Benfica             | 3–2 | Ajax              | 2–2     | 1–0     |
| Chelsea             | 4–1 | Lille             | 2–0     | 2–1     |
| Atlético Madrid     | 2–1 | Manchester United | 1–1     | 1–0     |
| Villarreal          | 4–1 | Juventus          | 1–1     | 3–0     |
| Inter Milan         | 1–2 | Liverpool         | 0–2     | 1–0     |
| Paris Saint-Germain | 2–3 | Real Madrid       | 1–0     | 1–3     |

### Các trận đấu
| Red Bull Salzburg | 1–1      | Bayern Munich |
| ----------------- | -------- | ------------- |
| - Adamu 21'       | Chi tiết | - Coman 90'   |

| Bayern Munich                                                                         | 7–1      | Red Bull Salzburg |
| ------------------------------------------------------------------------------------- | -------- | ----------------- |
| - Lewandowski 12' (ph.đ.), 21' (ph.đ.), 23' - Gnabry 31' - Müller 54', 83' - Sané 86' | Chi tiết | - Kjaergaard 70'  |

Bayern Munich thắng với tổng tỷ số 8–2.
| Sporting CP | 0–5      | Manchester City                                         |
| ----------- | -------- | ------------------------------------------------------- |
|             | Chi tiết | - Mahrez 7' - Silva 17', 44' - Foden 32' - Sterling 58' |

| Manchester City | 0–0      | Sporting CP |
| --------------- | -------- | ----------- |
|                 | Chi tiết |             |

Manchester City thắng với tổng tỷ số 5–0.
| Benfica                             | 2–2      | Ajax                     |
| ----------------------------------- | -------- | ------------------------ |
| - Haller 26' (l.n.) - Yaremchuk 72' | Chi tiết | - Tadić 18' - Haller 29' |

| Ajax | 0–1      | Benfica     |
| ---- | -------- | ----------- |
|      | Chi tiết | - Núñez 77' |

Benfica thắng với tổng tỷ số 3–2.
| Chelsea                    | 2–0      | Lille |
| -------------------------- | -------- | ----- |
| - Havertz 8' - Pulisic 63' | Chi tiết |       |

| Lille                | 1–2      | Chelsea                           |
| -------------------- | -------- | --------------------------------- |
| - Yılmaz 38' (ph.đ.) | Chi tiết | - Pulisic 45+3' - Azpilicueta 71' |

Chelsea thắng với tổng tỷ số 4–1.
| Atlético Madrid | 1–1      | Manchester United |
| --------------- | -------- | ----------------- |
| - Félix 7'      | Chi tiết | - Elanga 80'      |

| Manchester United | 0–1      | Atlético Madrid |
| ----------------- | -------- | --------------- |
|                   | Chi tiết | - Lodi 41'      |

Atlético Madrid thắng với tổng tỷ số 2–1.
| Villarreal   | 1–1      | Juventus      |
| ------------ | -------- | ------------- |
| - Parejo 66' | Chi tiết | - Vlahović 1' |

| Juventus | 0–3      | Villarreal                                                |
| -------- | -------- | --------------------------------------------------------- |
|          | Chi tiết | - Gerard 78' (ph.đ.) - Torres 85' - Danjuma 90+2' (ph.đ.) |

Villarreal thắng với tổng tỷ số 4–1.
| Inter Milan | 0–2      | Liverpool                 |
| ----------- | -------- | ------------------------- |
|             | Chi tiết | - Firmino 75' - Salah 83' |

| Liverpool | 0–1      | Inter Milan    |
| --------- | -------- | -------------- |
|           | Chi tiết | - Martínez 62' |

Liverpool thắng với tổng tỷ số 2–1.
| Paris Saint-Germain | 1–0      | Real Madrid |
| ------------------- | -------- | ----------- |
| - Mbappé 90+4'      | Chi tiết |             |

| Real Madrid             | 3–1      | Paris Saint-Germain |
| ----------------------- | -------- | ------------------- |
| - Benzema 61', 76', 78' | Chi tiết | - Mbappé 39'        |

Real Madrid thắng với tổng tỷ số 3–2.

## Tứ kết
Lễ bốc thăm cho vòng tứ kết được tổ chức vào ngày 18 tháng 3 năm 2022, lúc 12:00 CET.

### Tóm tắt
Các trận lượt đi được diễn ra vào ngày 5 và 6 tháng 4, và các trận lượt về được diễn ra vào ngày 12 và 13 tháng 4 năm 2022.
| Đội 1           | TTS | Đội 2           | Lượt đi | Lượt về      |
| --------------- | --- | --------------- | ------- | ------------ |
| Chelsea         | 4–5 | Real Madrid     | 1–3     | 3–2 (s.h.p.) |
| Manchester City | 1–0 | Atlético Madrid | 1–0     | 0–0          |
| Villarreal      | 2–1 | Bayern Munich   | 1–0     | 1–1          |
| Benfica         | 4–6 | Liverpool       | 1–3     | 3–3          |

### Các trận đấu
| Chelsea       | 1–3      | Real Madrid             |
| ------------- | -------- | ----------------------- |
| - Havertz 40' | Chi tiết | - Benzema 21', 24', 46' |

| Real Madrid                 | 2–3 (s.h.p.) | Chelsea                                |
| --------------------------- | ------------ | -------------------------------------- |
| - Rodrygo 80' - Benzema 96' | Chi tiết     | - Mount 15' - Rüdiger 51' - Werner 75' |

Real Madrid thắng với tổng tỷ số 5–4.
| Manchester City | 1–0      | Atlético Madrid |
| --------------- | -------- | --------------- |
| - De Bruyne 70' | Chi tiết |                 |

| Atlético Madrid | 0–0      | Manchester City |
| --------------- | -------- | --------------- |
|                 | Chi tiết |                 |

Manchester City thắng với tổng tỷ số 1–0.
| Villarreal   | 1–0      | Bayern Munich |
| ------------ | -------- | ------------- |
| - Danjuma 8' | Chi tiết |               |

| Bayern Munich     | 1–1      | Villarreal      |
| ----------------- | -------- | --------------- |
| - Lewandowski 52' | Chi tiết | - Chukwueze 88' |

Villarreal thắng với tổng tỷ số 2–1.
| Benfica     | 1–3      | Liverpool                          |
| ----------- | -------- | ---------------------------------- |
| - Núñez 49' | Chi tiết | - Konaté 17' - Mané 34' - Díaz 87' |

| Liverpool                       | 3–3      | Benfica                                 |
| ------------------------------- | -------- | --------------------------------------- |
| - Konaté 21' - Firmino 55', 65' | Chi tiết | - Ramos 32' - Yaremchuk 73' - Núñez 82' |

Liverpool thắng vói tổng tỷ số 6–4.

## Bán kết
Lễ bốc thăm cho vòng bán kết được tổ chức vào ngày 18 tháng 3 năm 2022, lúc 12:00 CET, sau khi bốc thăm tứ kết.

### Tóm tắt
Các trận lượt đi được diễn ra vào ngày 26 và 27 tháng 4, và các trận lượt về được diễn ra vào ngày 3 và 4 tháng 5 năm 2022.
| Đội 1           | TTS | Đội 2       | Lượt đi | Lượt về      |
| --------------- | --- | ----------- | ------- | ------------ |
| Manchester City | 5–6 | Real Madrid | 4–3     | 1–3 (s.h.p.) |
| Liverpool       | 5–2 | Villarreal  | 2–0     | 3–2          |

### Các trận đấu
| Manchester City                                    | 4–3      | Real Madrid                               |
| -------------------------------------------------- | -------- | ----------------------------------------- |
| - De Bruyne 2' - Jesus 11' - Foden 53' - Silva 74' | Chi tiết | - Benzema 33', 82' (ph.đ.) - Vinícius 55' |

| Real Madrid                                | 3–1 (s.h.p.) | Manchester City |
| ------------------------------------------ | ------------ | --------------- |
| - Rodrygo 90', 90+1' - Benzema 95' (ph.đ.) | Chi tiết     | - Mahrez 73'    |

Real Madrid thắng với tổng tỷ số 6–5.
| Liverpool                         | 2–0      | Villarreal |
| --------------------------------- | -------- | ---------- |
| - Estupiñán 53' (l.n.) - Mané 55' | Chi tiết |            |

| Villarreal              | 2–3      | Liverpool                           |
| ----------------------- | -------- | ----------------------------------- |
| - Dia 3' - Coquelin 41' | Chi tiết | - Fabinho 62' - Díaz 67' - Mané 74' |

Liverpool thắng với tổng tỷ số 5–2.

## Chung kết
Trận chung kết được diễn ra vào ngày 28 tháng 5 năm 2022 tại Stade de France ở Saint-Denis. Một lượt bốc thăm được tổ chức vào ngày 18 tháng 3 năm 2022, sau khi bốc thăm tứ kết và bán kết, để xác định đội "nhà" vì mục đích hành chính.
| Liverpool | 0–1      | Real Madrid    |
| --------- | -------- | -------------- |
|           | Chi tiết | - Vinícius 59' |